# Улофсдоттер, Брита
Брита Улофсдоттер (швед. Brita Olofsdotter, ум. 1569) — шведская женщина, служившая в кавалерии шведской армии. Она считается первой женщиной-солдатом в истории Швеции, а также первой шведской женщиной, записавшейся в армию как мужчина. По сохранившимся сведениям, Улофсдоттер — родом из Финляндии, была вдовой Нильса Симонссона. Она, переодевшись мужчиной, записалась добровольцем в шведскую армию и приняла участие в Ливонской войне. В одном из сражений Брита погибла. 16 июня 1569 года король Юхан III приказал Габриэлю Кристиенссону расследовать обстоятельства случившегося и своим указом повелел причитавшееся Брите жалование выплатить её семье.